# Svatava zastávka
Svatava zastávka je železniční zastávka v městysi Svatava v okrese Sokolov v Karlovarském kraji, nedaleko řeky Svatavy. Leží na železniční trati Sokolov–Zwotental.

## Historie
Zastávka pod názvem Podlesí u Svatavy vznikla ve stejnojmenné obci někdy v první polovině 50. let 20. století (pravděpodobně v roce 1953). Měla sloužit železničnímu spojení této obce s okolními obcemi, přičemž v nedalekém městysi Svatava již od vzniku této železniční trati v 19. století stálo osobní nádraží.
V následujících letech došlo k připojení obce Podlesí k sousední Svatavě, čímž se stala obecní části Svatavy. V té době došlo ze stran ČSD k přejmenování místní železniční zastávky na Svatava zastávka.
Po revoluci připadla správa následovníkovi ČSD, tedy Českým drahám, které se však rozhodly, že některé lokální tratě, včetně této, zruší. Přičiněním městského zastupitelstva Kraslic došlo k tomu, že trať zrušena nebyla a naopak ji převzala nově vzniklá soukromá drážní společnost Viamont. Poté, co Viamont zkrachoval, převzala v roce 2011 správu tratě společnost PDV Railway a osobní drážní doprava připadla společnosti GW Train Regio.